# Osada Leśna (Basse-Silésie)
Pour les articles homonymes, voir Osada Leśna.
Osada Leśna est une localité polonaise de la gmina et du powiat d'Oleśnica en voïvodie de Basse-Silésie.